# Sparianthis granadensis
Sparianthis granadensis là một loài nhện trong họ Sparassidae.
Loài này thuộc chi Sparianthis. Sparianthis granadensis được Eugen von Keyserling miêu tả năm 1880.